# TRNK pseudouridinska13 sintaza
TRNK pseudouridinska13 sintaza (EC 5.4.99.27, TruD, YgbO, tRNK PSI13 sintaza, RNK:PSI-sintaza Pus7p, Pus7p, RNK:pseudouridin-sintaza Pus7p, Pus7 protein) je enzim sa sistematskim imenom tRNK-uridin13 uracil mutaza. Ovaj enzim katalizuje sledeću hemijsku reakciju
tRNK uridin13 {\displaystyle \rightleftharpoons } tRNK pseudouridin13
Pseudouridinska sintaza TruD iz Escherichia coli specifično deluje na uridin13 u tRNK.

## Literatura
- Nicholas C. Price; Lewis Stevens (1999). Fundamentals of Enzymology: The Cell and Molecular Biology of Catalytic Proteins (Third изд.). USA: Oxford University Press. ISBN 019850229X.
- Eric J. Toone (2006). Advances in Enzymology and Related Areas of Molecular Biology, Protein Evolution (Volume 75 изд.). Wiley-Interscience. ISBN 0471205036.
- Branden C; Tooze J. Introduction to Protein Structure. New York, NY: Garland Publishing. ISBN 0-8153-2305-0.
- Irwin H. Segel. Enzyme Kinetics: Behavior and Analysis of Rapid Equilibrium and Steady-State Enzyme Systems (Book 44 изд.). Wiley Classics Library. ISBN 0471303097.

## Spoljašnje veze
- TRNA+pseudouridine13+synthase на 